# Regeringsformatie België november 1934
Na het ontslag van de regering-De Broqueville V (samengesteld uit de Katholieke Unie en de Liberale Partij) op 13 november 1934 ging de formatie van een nieuwe Belgische regering van start. De formatie duurde 9 dagen en leidde tot de vorming van de regering-Theunis IV.

## Verloop van de formatie

### Aanloop naar de formatie
Op 13 november 1934 kondigde premier Charles de Broqueville (Katholieke Unie) in het parlement het ontslag van de regering-De Broqueville V aan, die nog maar enkele maanden in functie was. De aanleiding hiervan waren de voortdurende spanningen binnen de regering over de aanpak van de economische crisis. Later die dag begon koning Leopold III met zijn raadplegingen met het oog op de vorming van de nieuwe regering. Op 13 november ontving hij achtereenvolgens Kamervoorzitter Jules Poncelet, Senaatsvoorzitter Maurice August Lippens, Kamerfractieleiders Prosper Poullet (katholiek), Adolphe Max (liberaal) en Max Hallet (van de socialistische oppositiepartij BWP-POB) en ministers van Staat Paul Segers (katholiek) en Paul Hymans (liberaal). De volgende dag was het de beurt aan Léon Dens, voorzitter van de Liberale Partij, de voormalige eerste ministers Georges Theunis en Henri Jaspar (beiden katholiek), Emile Vandervelde, voorzitter van BWP-POB, en de liberale minister van Staat Paul-Emile Janson.

### Formateur Henri Jaspar (14 november - 16 november 1934)

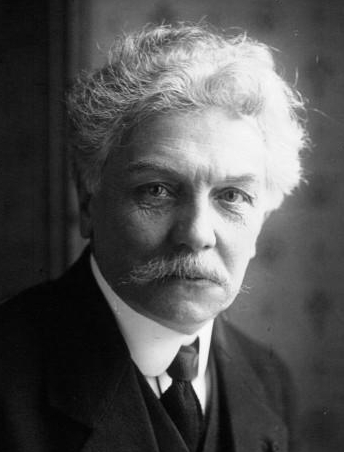
Henri Jaspar.

In de avond van 14 november vroeg de koning aan gewezen eerste minister Henri Jaspar om de nieuwe regering samen te stellen. Jaspar ging akkoord en probeerde een hernieuwde katholiek-liberale regering te vormen. Op 15 november ontving hij verschillende katholieke en liberale politieke persoonlijkheden om te beraadslagen over het programma van de volgende regering. Jaspar wilde een goed afgebakend economisch programma opstellen dat krachtige maatregelen moest voorzien om een devaluatie van de Belgische frank te verhinderen. Voor de katholieken raadpleegde Jaspar Georges Theunis, Paul Segers, Prosper Poullet en uittredend minister Philip Van Isacker, voor de liberalen de ontslagnemende ministers Emile Francqui en Albert Devèze, Paul-Emile Janson en Adolphe Max. Vervolgens ontbood hij diverse politici om hen een ministerportefeuille aan te bieden. Jaspar had zijn regering bijna rond, tot hij op een paar problemen stootte. Toen bleek dat hij verschillende persoonlijkheden uit de financieel-economische wereld in zijn regering wilde opnemen, zoals de onbekende econoom Camille Gutt als minister van Financiën en Gustave Joassart, directeur van wapenfabriek FN Herstal, als minister van Economische Zaken, werd de kritiek geuit dat de machtige financieel-economische kringen te veel invloed zouden hebben op het beleid. Bovendien weigerde Emile Francqui toe te treden tot de regering die Jaspar wilde vormen, hoewel hij eerder zijn medewerking had toegezegd. Jaspar vond dat hij zonder Francqui in de regering niet op de nodige steun kon rekenen om krachtdadige maatregelen te nemen in het kader van het economisch herstel en diende daarom in de middag van 16 november 1934 zijn ontslag als formateur in.

### Formateur Georges Theunis (16 november - 21 november 1934)

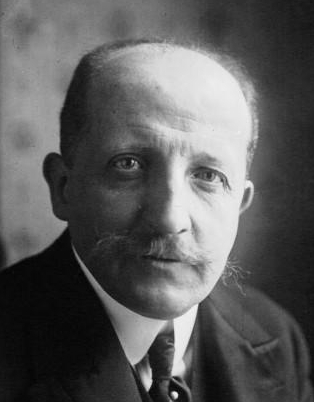
Georges Theunis.

Koning Leopold III bood vervolgens een formatieopdracht aan aan de christendemocratische katholiek Cyrille Van Overbergh, senator en minister van Staat, maar die weigerde de opdracht om gezondheidsredenen. Daarna werd voormalig premier Georges Theunis aangezocht als formateur. Hij aanvaardde de opdracht wel en raadpleegde vanaf 16 november drie dagen  lang een groot aantal katholieke en liberale politici om een regeringsprogramma te bespreken dat krachtdadige economische maatregelen moest bevatten en de waarde van de Belgische frank stabiel moest houden. Op 19 november begon Theunis met consultaties over de samenstelling van zijn regering. Bij deze besprekingen botste hij echter op moeilijkheden bij de liberalen, die meer invloed wilden in een regering en een veto stelden tegen de gematigde liberaal Jules Duesberg als minister van Openbaar Onderwijs en in zijn plaats de duidelijk antiklerikale Jules Hiernaux wilden aanstellen. Nadat Theunis ermee dreigde om ontslag te nemen als formateur, belegden de liberale ministers van Staat Adolphe Max, Maurice August Lippens, Paul Hymans, Albert Devèze en Fulgence Masson een vergadering om een oplossing te vinden voor de moeilijkheden in de formatie. Na deze vergadering legden de liberalen een compromisvoorstel voor aan de formateur, waarna dezelfde avond nog een akkoord over de samenstelling van de regering werd bereikt. De regering-Theunis IV telde dertien ministers, 7 katholieken en 6 liberalen, en Jules Hiernaux werd aangesteld tot minister van Openbaar Onderwijs. Op 20 november hield de nieuwe regering een eerste ministerraad en een dag later legden de ministers de eed af in handen van de koning. Op 27 november 1934 werd in het parlement de regeerverklaring voorgelezen: in de Kamer door premier Georges Theunis in het Frans en in het Nederlands door minister van Arbeid en Sociale Voorzorg Edmond Rubbens (katholiek) en in de Senaat door minister van Buitenlandse Zaken Paul Hymans in het Frans en in het Nederlands door minister van Economische Zaken Philip Van Isacker. In de regeerverklaring werd gevraagd om een verlenging van een maand van de volmachten waarover de regering-de Broqueville V beschikte om krachtdadige economische maatregelen te kunnen nemen. Verder streefde de regering er naar om de begroting in evenwicht te houden en wilde ze een devaluatie van de Belgische frank vermijden. Andere punten in de regeerverklaring waren: de voortzetting van de bestaande buitenlandse en landsverdedigingspolitiek en het deflatiebeleid, het bestrijden van de werkloosheid en het verlagen en vereenvoudigen van de belastingen en het beschermen van de landbouw en de middenstand. Op 29 november gaf de Kamer haar vertrouwen in de regering, een dag later deed de Senaat hetzelfde.
1919 · 1920 · 1921 · 1923 · 1924 · 1925 · 1926 · 1927 · 1929 · 1931 · mei 1932 · okt. 1932 · dec. 1932 · jun. 1934 · nov. 1934 · 1935 · 1936 · 1937 · 1938 ·  feb. 1939 · apr. 1939 · 1940 · 1944 · 1945 · feb-mrt 1946 · jul-aug 1946 · 1947 · 1948 · 1949 · jun 1950 · aug 1950 · 1952 · 1954 · jun. 1958 · nov. 1958 · 1961 · 1965 · 1966 · 1968 · 1971/72  · 1972/73 · 1974 · 1977 · 1978 · 1978/79 · apr.-mei 1980 · okt. 1980 · apr. 1981 · nov.-dec. 1981 · 1985 · oktober 1987 · 1987/88 · 1991/92 · 1995 · 1999 · 2003 · 2007 · 2008 · 2010/11 · 2014 · 2019/20 · 2024/25